# Кутир-Наххунте IV
Кутир-Наххунте IV (ассир. Kutur-Nahhunte / Kudur-Nahhunte / Kutur-Nahundu; элам. Kutikaruk/Kutruk/Kutiruk/Kutir-DNahhunte — «Бог Солнца — пастух»; убит в 692 до н. э.) — царь Элама приблизительно в 693—692 годах до н. э. Узурпатор престола, известный прежде всего из вавилонских и ассирийских клинописных хроник.

## Биография
Кутир-Наххунте, старший сын Халлутуш-Иншушинака II, вступил на престол в результате убийства его отца в ходе восстания.
Переход трона в Сузах из-за борьбы за власть от одного правителя к другому ассирийский царь Синаххериб с полным основанием расценил как признак внутренней слабости Элама. Осенью 693 года до н. э. Синаххериб предпринял поход против Элама. Ассирийцы захватили города Бит-Хаири и Раза, на границе Ассирии и Элама, которые эламиты отняли ещё у Саргона II. Возвращенные города были присоединены к провинции Дер. Затем Синаххериб осадил и взял 34 города на собственно эламской территории. Кутир-Наххунте эвакуировал население своего царства и бежал из своей резиденции Мадакту в отдаленную горную твердыню Хидалу (вероятно, в районе сегодняшнего Бехбехана). Синаххериб двинулся через горы, по направлению к покинутой Мадакте, но наступил месяц тебету (декабрь-январь), морозы и снегопады, а также повышение воды в Керхе вынудили Синаххериба вернуться обратно.
По свидетельству «Анналов Синаххериба», менее чем через 3 месяца после своего возвращения в Ниневию, ассирийский царь получил радостную для него весть — царь Элама скончался. Вавилонская хроника с обычной лаконичностью сообщает, что в конце июля 692 года до н. э. «Кутир» царь Элама «был во время восстания взят в плен и убит».
| Новоэламская династия                  |                                   |                         |
| Предшественник: Халлутуш- Иншушинак II | Царь Элама ок. 693 — 692 до н. э. | Преемник: Хумбан-нимена |